# Bailables n.º 11
Bailables № 11 es el décimo noveno álbum del arpista Hugo Blanco y su Conjunto, grabado en 1976 y el decimoprimer volumen de esta serie "Bailables". En esta producción musical de Blanco, con su destacado coro mixto dando así a los éxitos internacionales como son los casos de "Si Te Vas, Te Vas" y "Corazón de Fresa", inolvidables instrumentales como "El Almendrón" y "Araguaney". 

## Pistas
| N.º | Canción                                   | Duración |
| --- | ----------------------------------------- | -------- |
| 1.  | "Si Te Vas, Te Vas" Hugo Blanco           |          |
| 2.  | "Corazón de Fresa" Hugo Blanco            |          |
| 3.  | "Un Padrenuestro en La Playa" Hugo Blanco |          |
| 4.  | "Tierra Mojada" Hugo Blanco               |          |
| 5.  | "La Negra Teresa" Hugo Blanco             |          |
| 6.  | "El Almendrón" Hugo Blanco                |          |
| 7.  | "Araguaney" Hugo Blanco                   |          |
| 8.  | "Invitación" Hugo Blanco                  |          |
| 9.  | "Guarapo de Caña" Hugo Blanco             |          |
| 10. | "Azul Cielo" Hugo Blanco                  |          |
| 11. | "Maní Tostado" Hugo Blanco                |          |